# Troisfontaines-la-Ville
Troisfontaines-la-Ville es una comuna francesa situada en el departamento de Alto Marne, en la región de Gran Este.

## Demografía
| 433 | 411 | 395 | 447 | 453 | 388 | 433 |
| Para los censos de 1962 a 1999 la población legal corresponde a la población sin duplicidades (Fuente: INSEE [Consultar]) |     |     |     |     |     |     |